# Bersærkergang
Bersærkergang er kendt fra vikingetiden og er betegnelsen for en tilstand, hvorunder en kriger (en bersærker) angriber sanseløst og vildt.
Begrebet "at gå bersærk" anvendes i dag i betydningen "at gå amok" eller opføre sig ukontrolleret.

## Betydning og etymologi
Der er to fortolkninger af betydningen af ordet Bersærker:

(1) "Bjørnedragt": Navnet skyldes, at bersærker var klædt i bjørneskind (oldnordisk: "ber" (bjørn) + "serkr" (særk: skjorte, kjortel)). Muligvis fordi de mente, at kunne opnå bjørnens styrke og uovervindelighed, muligvis fordi bjørnen var et af de dyr, der repræsenterede Odin.

(2) "Ubeskyttet": Navnet skyldes , at bersærker gik i kamp uden beskyttelse, dvs. "i bar (uden) særk (en slags kjortel)". Denne fortolkning skyldes muligvis en forveksling af ordene "ber" (bjørn) og "berr" (bar) hos Snorri Sturluson og er ifølge en kilde nu opgivet
Bersærkergang tilføjer ordet "gang" til ovenstående og henviser til aktiviteten "at gå bersærk" som i moderne dansk (f.eks. kapgang). Dvs. at "bersærk" hverken er en militær rangorden/funktion eller en permanent stillingsbetegnelse; når bersærkergangen er overstået er de ikke længere bersærker.[kilde mangler]

## Årsagen til besærkergang
Der er flere meninger om, hvad der fremkaldte bersærkergang: En populær antagelse[kilde mangler] er at bersærken drak en drik brygget på fluesvamp inden kampen, mens andre[kilde mangler] ser tilstanden som shamanistisk trance, som kunne besætte krigere inden kampen. Der er dog hverken historisk eller arkæologisk belæg for teorien om fluesvamp[kilde mangler].
Bulmeurt (Hyoscyamus niger) kan føre til trance og kan være det narkotiske stof, som bersærkerne har brugt. Man har fundet frø fra den giftige bulmeurt i flere kvindegrave fra norden, hvor vølver (stavbærere) lå begravet, f.eks. ved Fyrkat ved Hobro.

## Bersærkergang i sagaer
Der findes adskillige beretninger om bersærker fra sagaer. Det tidligste vi kender til er Haraldskvæði, der blev skrevet af Torbjørn Hornkløve i slutningen af 800-tallet. Torbjørn var en af Harald Hårfagers hirdskjalde og beskrev ulfheðnar, mænd klædt i ulveskind, der kæmpede med spyd i stor blodrus.
Ligeledes finder vi i Snorri Sturlusons Ynglingesaga beretninger om mænd uden rustning, der løb frem gale som ulve og stærke som bjørne beskyttet af Odin.
I 1015 gjorde jarl Erik Håkonsson alle bersærker fredløse i Norge.[kilde mangler]

## Eksterne kilder og henvisninger
- Berserkene – hva gikk det av dem? Tidsskrift for Den norske legeforening, Nr. 24 – 16. desember 2004